# Vulgus vult decipi, ergo decipiatur
Vulgus (Mundus o Populus) vult decipi, ergo decipiatur è un motto in latino che letteralmente può essere tradotto in «Il popolo (il mondo) vuole essere ingannato, perciò sia ingannato». Viene attribuito al cardinale Carlo Carafa (1517 - 1561).